# Yamaya Yushi
Yamaya Yushi (sinh ngày 11 tháng 6 năm 2000) là một cầu thủ bóng đá người Nhật Bản.

## Sự nghiệp câu lạc bộ
Yamaya Yushi hiện đang chơi cho Yokohama F. Marinos.